# Folter in der Türkei
Folter in der Türkei wurde nach den Militärputschen in den 1970er und 1980er Jahren gegen Oppositionelle eingesetzt. Amnesty International (AI) sprach von weit verbreiteter und systematischer Folter in der Türkei.
Nachdem die Regierung der AKP unter Ministerpräsident Erdogan 2004 „Null-Toleranz“ gegenüber Folter verkündet hatte, haben die grausamsten Methoden von Folter zwischenzeitlich abgenommen, aber Polizeibrutalität gegen Demonstranten und Berichte von Folter und Misshandlungen in Haft dauern an. Seit Sommer 2016 wird laut Human Rights Watch auch erneut explizit gefoltert.

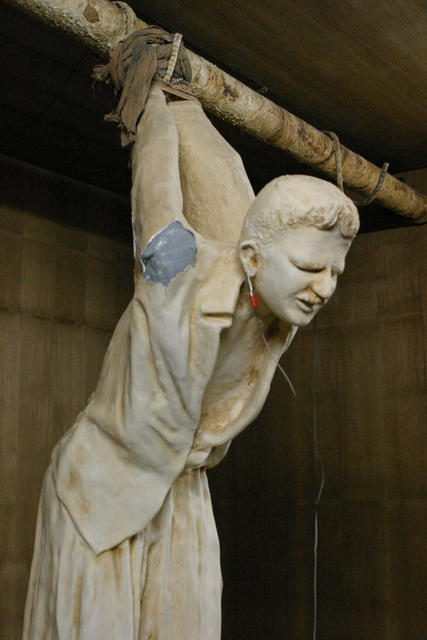
Das Aufhängen an den auf dem Rücken verbundenen Armen wird in der Türkei als Palästinenser-Haken (Filistin askısı) bezeichnet

## Geschichte
Berichte über Folter existieren schon aus der Zeit des Osmanischen Reiches. Das Komitee für Einheit und Fortschritt benutzte einen Ort, der sich Bekirağa Bölüğü (Kompanie des Bekir Agha) nannte und auf dem Gelände stand, wo heute die Universität Istanbul ist, als Folterkammer. Fast alle Dissidenten waren einmal dort. Der Abgeordnete Rıza Nur wurde hier 1910 gefoltert. Er erhob Vorwürfe im Parlament; aber der Antrag, die Vorwürfe zu untersuchen, wurde mit 96 gegen 73 Stimmen abgelehnt.
Nach der Gründung der türkischen Republik 1923 wurden das Sansaryan Han und das Militärgefängnis Harbiye zu Symbolen der Folter. Das „Haus“ Sansaryan wurde in Sirkeci (Istanbul) 1895 erbaut und 1944 zur Polizeidirektion von Istanbul umgewandelt. Zu den hier gefolterten Personen gehören der Schriftsteller Attilâ İlhan, der ehemalige Vorsitzende der Arbeiterpartei der Türkei, Nihat Sargın und der Dichter Nâzım Hikmet. Das Militärgefängnis in Istanbul zog 1945 von Tophane nach Harbiye um. In einer Abteilung gab es 40 Zellen mit einer Größe von 1,5 × 2 Metern. Hier wurden vermeintliche Mitglieder der Kommunistischen Partei der Türkei (TKP) ebenso wie 40 der 49 Kurden, die 1959 (im Prozess der 49) angeklagt wurden, eingesperrt. In einem Zeitraum von 195 Tagen starben 24 Gefangene aufgrund der schlechten Haftbedingungen. Im Militärgefängnis von Harbiye wurden Angehörige der extremen Rechten (in Deutsch bekannt als „Graue Wölfe“, türkisch als ülkücü = Idealisten bezeichnet) nach dem Militärputsch von 1980 gefoltert. Neben der Bastonade (türkisch falaka) und brutalen Schlägen war es üblich, die Gefangenen in engen, dunklen Zellen zu halten, die als Sarg (türkisch tabutluk) oder Isolation (tr: tecrit) bezeichnet wurden.

### Folter nach dem Putsch von 1971
Nach dem Militärputsch vom 12. März 1971 wurde Folter in Polizeizentren sowie Zentren der Konter-Guerilla, die gemeinsam vom Geheimdienst MIT und dem Amt für besondere Kriegsführung (türkisch Özel Harp Dairesi, ÖHD) genutzt wurden, praktiziert. Neben mit Feldtelefonen erzeugten Stromstößen wurden verschiedene Formen des Hängens, Bastonade, Vergewaltigung, Entzug von Schlaf und Nahrung sowie Folter der Angehörigen im Beisein des Verdächtigen eingesetzt. Folter war ein Mittel der Politik des Militärs. Es gibt eidesstattliche Erklärungen, dass Kommandanten des Kriegsrechts, militärische Staatsanwälte und Rechtsberater Folter anordneten und sie manchmal auch überwachten.
Die Villa Ziverbey (türkisch Ziverbey Köşkü) liegt im Stadtteil Erenköy in Istanbul. Sie wurde in der Zeit nach dem Putsch vom 12. März 1971 als Folterzentrum benutzt. In der Villa Ziverbey wurden bekannte Persönlichkeiten wie die Journalisten İlhan Selçuk, Doğan Avcıoğlu, Uğur Mumcu und İlhami Soysal gefoltert.

### Folter nach dem Militärputsch von 1980
In einer ersten Türkei-Kampagne sprach amnesty international 1988 von einer viertel Million Menschen, die nach dem Putsch aus politischen Gründen festgenommen und fast alle gefoltert wurden. Der Menschenrechtsverein IHD sprach nach seiner Gründung 1986 von 650.000 Festnahmen aus politischen Gründen. 2008 sprach die Stiftung für Menschenrechte in der Türkei (TIHV) in ihrem Folteratlas von einer Million Folteropfern seit dem Putsch.
In den 1980er Jahren publizierte Amnesty International viele Berichte zu Folter und rief in Eilaktionen zur Verhinderung solcher Fälle auf. Neben Amnesty International entsandten NGOs wie die International Commission of Jurists und die International Federation of Human Rights, aber auch internationale Gremien wie der Europarat Delegationen in die Türkei, um Foltervorwürfe zu untersuchen. Am 1. Juli 1982 reichten fünf Staaten (Dänemark, Norwegen, Schweden, Frankreich und die Niederlande) eine Staatenklage bei der Europäischen Kommission für Menschenrechte ein. Es wurde in erster Linie ein Verstoß gegen das Folterverbot, das Recht auf faire Gerichtsverfahren und Meinungsfreiheit moniert. Im Dezember 1985 wurde eine gütliche Einigung erzielt, in der die Türkei aufgefordert wurde, die Dauer der Polizeihaft zu verkürzen, das Kriegsrecht aufzuheben und Berichte über den erzielten Fortschritt vorzulegen. Die Türkei verkürzte die Dauer der Polizeihaft im Mai und Juni 1985 in Gebieten unter Kriegsrecht oder Ausnahmezustand von 45 auf 30 Tage und auf 15 Tage in Gebieten, in denen kein Ausnahmezustand galt. Später wurde das Europäische Komitee für die Verhinderung der Folter (en: European Committee for the Prevention of Torture, CPT) das wesentliche Gremium, um die Situation zu überwachen; aber auch andere Einrichtungen wie der UN-Sonderberichterstatter zur Folter (en: UN Special Rapporteur on Torture) besuchten die Türkei, um eine Einschätzung zur Gefahr der Folter vorzunehmen.

## Das Ausmaß von Folter
Um die Vorwürfe der Folter zu entkräften, wurden auch unter der Militärdiktatur von 1980 bis 1983 immer wieder Zahlen zu erhobenen Foltervorwürfen und den daraufhin eröffneten (oder nicht eröffneten) Verfahren gegeben. Im Sonderinfo 4 der alternativen türkeihilfe sind solche Zahlen vorhanden. So sprach der Ministerpräsidium im März 1981 von 68 Beschwerden wegen Folter. In 14 Fällen sollten die Ermittlungen eingestellt und in 14 Fällen sollte ein Verfahren eingeleitet worden sein. Im September 1981 sprach das Außenministerium von 66 Beschwerden wegen Folter und 30 Polizeibeamten, die deswegen verhört worden seien. Das Militär selber räumte höhere Zahlen ein. Zwei Jahre nach dem Putsch nannte der Nationale Sicherheitsrat die Zahl von 605 Beschwerden und 82 angeklagten Polizeibeamten. In 177 Fällen wurden die Verfahren eingestellt. Einen Monat darauf verkündete der Generalstab, dass es 540 Beschwerden wegen Folter (weitere 204 Beschwerden wegen Folter mit Todesfolge) gegeben habe. Während 241 Verfahren eingestellt wurden, gab es 41 Verfahren mit 201 Angeklagten.
Zahlen von unabhängigen Menschenrechtsorganisationen gibt es erst seit 1990, seitdem die Stiftung für Menschenrechte in der Türkei (TIHV) tägliche Berichte zu Menschenrechtsverletzungen herausgibt, die dann in Jahresberichten zusammengefasst werden. Der Menschenrechtsverein IHD hat einen Vergleich der Zahlen zu den Jahren 1999 bis 2010 veröffentlicht. Daraus ergibt sich folgendes Bild:
| Jahr        | 1999 | 2000 | 2001 | 2002 | 2003 | 2004 | 2005 | 2006 | 2007 | 2008 | 2009 | 2010 |
| Beschwerden | 594  | 594  | 862  | 876  | 1202 | 1040 | 825  | 708  | 678  | 1546 | 1835 | 1349 |
Offizielle Statistiken beschränken sich auf Folter an Gefangenen und werden nicht regelmäßig veröffentlicht. Zahlen zu den Jahren 2003 bis 2007, die dem Ministerkomitee im Europarat sowie auf eine parlamentarische Anfrage gegeben wurden, liegen bei den Angaben zu den Opfern erheblich über den Zahlen der Menschenrechtsorganisationen (Verdächtige sind die Sicherheitsbeamten, gegen die Vorwürfe von Folter erhoben wurden).
| Jahr         | Beschwerden | Verdächtige | Opfer  |
| ------------ | ----------- | ----------- | ------ |
| 2003         | 2612        | 5588        | 3702   |
| 2004         | 2413        | 5173        | 3899   |
| 2005         | 1721        | 4277        | 3208   |
| 2006         | 1965        | 4443        | [ 22 ] |
| 2007 (Sept.) | 1421        | 3722        |        |

| Jahr | IHD  | TIHV | in dem Jahr |
| ---- | ---- | ---- | ----------- |
| 2003 | 1202 | 925  | 340         |
| 2004 | 1040 | 898  | 348         |
| 2005 | 825  | 675  | 193         |
| 2006 | 708  | 337  | 252         |
| 2007 | 678  | 452  | 320         |

## Methoden
Ein Hauptgrund für die Folter im Polizeigewahrsam oder bei der Gendarmerie (in der Türkei hat sie Polizeigewalt auf dem Lande) war das Erpressen eines Geständnisses. Dazu wurden den Verdächtigen schon zu Beginn der Verhöre Augenbinden angelegt, damit sie die sie folternden Beamten nicht erkannten. Auch nichtpolitische Gefangene wurden bei den Verhören splitternackt ausgezogen und in dieser Lage mit eiskaltem Wasser unter Hochdruck abgespritzt sowie der Kälte ausgesetzt. Ihnen wurde der Schlaf entzogen und sie erhielten lange Zeit nichts zu essen oder zu trinken.
Die bekannteste Foltermethode war die Bastonade (türkisch falaka), das sind Schläge auf die Fußsohlen. Daneben wurden Generatoren (z. B. ein Feldtelefon) eingesetzt, um an empfindlichen Teilen des Körpers Stromstöße zu verabreichen. Dies war oft verbunden mit verschiedenen Formen des Aufhängens. Das Aufhängen an den Armen, die auf dem Rücken verbunden sind, wird in der Türkei der Palästinenser-Haken (türkisch Filistin askısı, englisch strappado oder Palestine suspension) genannt.
Der von der Stiftung für Menschenrechte in der Türkei im Oktober 2010 in englischer Übersetzung publizierte Folteratlas führt in Anlehnung an das Istanbul-Protokoll (englisch Istanbul Protocol) die weltweit angewandten Methoden der Folter mit elf Kategorien in bildlicher Form ihrer Anwendung in der Türkei und Zahlen der Häufigkeit auf. Diese Methoden werden durch Sonderteams oder auch spezielle Verhörteams (für die Verhöre von Angehörigen bestimmter Organisationen) angewandt. Nachdem Veli Lök mit der Methode einer Knochen-Szintigrafie die Möglichkeit entwickelt hatte, die Folgen von Schlägen auch nach langer Zeit nachzuweisen, nahm die Anwendung der Bastonade ab.
In den Berichten der Rehabilitationszentren der TIHV nehmen die Foltermethoden, die ihnen von den Personen geschildert wurden, die sich für eine Behandlung der Folgen von Folter meldeten, jeweils eine Seite ein. Bei einem Vergleich der Jahresberichte zur Häufigkeit von einigen in der Türkei als klassisch zu bezeichnenden Foltermethoden ist festzustellen, dass z. B. das Anlegen einer Augenbinde 1997 von mehr als 80 % der Folteropfer geschildert wurde: 2009 sank die Zahl auf 9,8 %, um 2010 auf 12,2 % zu steigen. Stromstöße wurden 1997 bei 49,8 % der Folteropfer angewendet; seit 2007 berichteten wenig mehr als 6 % der Folteropfer, dass ihnen Elektroschocks verabreicht wurden. Es scheint, dass bestimmte Formen der systematischen Folter nach 2005 abgenommen und danach in der Häufigkeit der Anwendung geschwankt haben; gänzlich verschwunden sind sie aber nie. Schon 2000 meinte indessen das Europäische Antifolterkomitee, dass die schlimmsten Foltermethoden in der Türkei nicht mehr so häufig angewendet werden.

## Tod in Polizeihaft
Zwischen September 1981 und Oktober 1984 legte Amnesty International der türkischen Regierung 110 Fälle vor, in denen es Vorwürfe gab, dass die Gefangenen bei Verhören (vermutlich unter Folter) zu Tode gekommen waren. Am 10. Juni 1988 schickte AI eine Liste mit 229 Namen an die Regierung und erhielt Antwort auf 55 Fälle im September 1998. Erst als eine Liste mit 144 Namen von Gefangenen, die eventuell zu Tode gefoltert wurden, in der türkischen Presse erschienen war, schickte die Regierung mehr Informationen. Es wurde indirekt zugegeben, dass der Tod von 40 Gefangenen durch Folter verursacht worden waren. In weiteren sieben Fällen gab es gesicherte Informationen, dass die Betroffenen zu Tode gefoltert worden waren.
Im September 1994 und September 1995 veröffentlichte die Stiftung für Menschenrechte in der Türkei (TIHV) zwei Berichte zu Todesfällen in Polizeihaft (14 und 15 Jahre nach dem Putsch). Hier wurden für die Zeit von 15 Jahren 419 Todesfälle in Polizeihaft mit dem Verdacht auf Folter aufgelistet. Weitere 15 Todesfälle waren auf Hungerstreiks und 26 Tode auf mangelnde medizinische Versorgung zurückzuführen. Helmut Oberdiek nahm diese Listen als Ausgangspunkt und stellte eine überarbeitete Fassung für 20 Jahre (12. September 1980 bis 12. September 2000) zusammen. Er kam zu dem Schluss, dass in 428 Fällen der Tod in Haft durch Folter verursacht worden sein könnte.
Ein Fall, der für Aufsehen in der Türkei und im Ausland sorgte, war der Tod von Metin Göktepe im Jahre 1996. Laut der Autopsie war „der Tod aufgrund von subduralen und arachnoidalen Gehirnblutungen sowie Blutungen im Gewebe“ durch ein „schweres Schädeltrauma“ eingetreten. Zudem wies die Leiche des Journalisten „sehr viele schwere traumatische Läsionen und einen Rippenbruch“ auf. Es hat auch nach 2000 weitere Todesfälle in Haft gegeben, von denen einige auf Folter zurückzuführen sind. Einer von ihnen ist der Linksaktivist Engin Çeber, der 2008 an den Folgen von Folter starb.
Es gab auch Todesopfer, die sich aus Protest gegen Folter das Leben nahmen. Im Militärgefängnis von Diyarbakır setzte sich das PKK-Mitglied Mazlum Doğan am 21. März 1982 aus Protest gegen die Misshandlungen im Gefängnis unter Direktor Esat Oktay Yıldıran in Brand. Am 18. Mai 1982 folgten die Gefangenen Ferhat Kurtay, Necmi Önen, Mahmut Zengin und Eşref Anyık seinem Beispiel. Am 14. Juli 1982 begannen die Gefangenen Kemal Pir, M. Hayri Durmuş, Ali Çiçek und Akif Yılmaz einen Hungerstreik (Todesfasten) gegen die Haftbedingungen. Kemal Pir starb am 7. September 1982, M. Hayri Durmuş am 12. September 1982, Akif Yılmaz am 15. September 1982 und Ali Çiçek am 17. September 1982. Zu den Gefängnissen, in denen nach dem Putsch von 1980 viele politische Gefangene militärischem Drill und Misshandlungen unterworfen wurden, gehörten neben dem Gefängnis in Diyarbakir (als Kerker, türkisch zindan oder Gefängnis Nr. 5 bekannt), das Militärgefängnis Mamak (Ankara) und Metris (Istanbul). Dort begann ein Hungerstreik am 13. April 1984, der 75 Tage dauerte und den Gefangenen Abdullah Meral, Haydar Başbağ, Fatih Ökütülmüş und Hasan Telci das Leben kostete.
Es gab auch später Hungerstreiks, die oft in ein Todesfasten übergingen. Bei den Protesten gegen die Isolation in den Hochsicherheitstrakts (den F-Typ Gefängnissen) starben 1996 zwölf Gefangene. Bei den Aktionen zwischen 2000 und 2007 starben 61 Gefangene.
Daneben wurden einzelne Gefangene zu Tode geprügelt. Dazu gehören;
- İlhan Erdost am 7. November 1980 im Militärgefängnis Mamak, Ankara
- Necmettin Büyükkaya am 23. Januar 1981 im Militärgefängnis Diyarbakır
- Ali Sarıbal am 13. November 1981 im Militärgefängnis Diyarbakır
- Bedii Tan am 17. Mai 1982 im Militärgefängnis Diyarbakır
- Engin Çeber am 10. Oktober 2008 im Gefängnis Metris, İstanbul

Dazu kamen Operationen in Gefängnissen, bei denen gleich mehrere Todesopfer zu beklagen waren. Dazu gehören:
| Datum              | Gefängnis         | Tote |
| 12. September 1995 | Buca/Izmir        | 3    |
| 4. Januar 1996     | Ümraniye/Istanbul | 4    |
| 24. September 1996 | Diyarbakır        | 10   |
| 26. September 1999 | Ulucanlar/Ankara  | 10   |
| 19. Dezember 2000  | 20 Gefängnisse    | 30   |

## Rechtliche Lage
Die Verfassung von 1982 enthält im dritten Absatz des Artikels das Folterverbot: „Niemand darf gefoltert und misshandelt werden; niemand darf einer mit der Menschenwürde unvereinbaren Bestrafung oder Behandlung ausgesetzt werden.“ Vorhergehende Verfassungen hatten ähnliche Vorschriften. In der Verfassung von 1876 war es der Artikel 26, in der Verfassung von 1924 der Artikel 73 und in der Verfassung von 1961 war es der Artikel 13 (Absatz 3 und 4).
Das Folterverbot galt nicht nur in den Verfassungen (schon vor der Gründung der türkischen Republik), sondern war auch als Straftat definiert. Im Strafgesetz von 1858 war es der Artikel 103. Zwischen 1926 und 2005 galt das Strafgesetz mit der Nummer 765. Im Gesetz 765 wurde Folter nach Artikel 243 und Misshandlung wurde nach Artikel 245 bestraft. Auf Folter stand eine Höchststrafe von 5 Jahren Haft, und bei Misshandlung lag das Strafmaß zwischen 3 Monaten und 3 Jahren Haft. In besonders schweren Fällen (z. B. bei Tod unter Folter), konnten die Strafen um ein Drittel angehoben werden. Die maximalen Strafen wurden mit dem Gesetz 4449 vom 26. August 1999 auf 8 Jahre Haft (unter Artikel 243) und auf 5 Jahre Haft (unter Artikel 245) angehoben.
Am 11. Januar 2003 wurde ein Absatz zu Artikel 245 hinzugefügt, der untersagte, dass Strafen, die nach Artikel 243 oder 245 verhängt wurden, in Geldstrafen verwandelt oder zur Bewährung ausgesetzt werden. Diese Bestimmung wurde nicht in das neue Strafgesetz von 2005 übernommen.
Die neue türkische Strafgesetz (TSG) wurde als Gesetz 5237 am 26. September 2004 verabschiedet und trat am 1. Juni 2005 in Kraft. Es enthält die Straftat von Folter im Artikel 94 und erschwerte Formen von Folter im Artikel 95. Artikel 96 fügte eine weitere Kategorie „Qual“ (türkisch eziyet) hinzu. Folter wird nun mit drei bis zwölf Jahren Gefängnis bestraft. Kommen erschwerende Elemente hinzu, wie Folter an Schutzlosen oder in Form von Vergewaltigung, kann sich das Strafmaß auf bis zu 15 Jahren Haft erhöhen oder die Strafen werden um die Hälfte angehoben. Im Falle des Todes des Opfers ist als Höchststrafe eine verschärfte lebenslange Haftstrafe vorgesehen. Auf die Straftat des Quälens steht eine Strafe von zwei bis fünf Jahren Haft.
Weder Folter noch „Qual“ wurden eindeutig definiert. Für die niedrigeren Strafen im Artikel 96 besteht die Möglichkeit von Bewährungsfristen und baldige Verjährung. Auch nach den Gesetzesänderungen wurde das Problem der Straflosigkeit bei Menschenrechtsverstößen kritisiert und bemängelt, dass Beamte, die der Folter oder Misshandlung überführt sind, nach wie vor geringe Strafen erhalten.

### Länge der Polizeihaft
Fünf Tage nach dem Putsch vom 12. September 1980 wurde die maximale Dauer, die Polizei oder Gendarmerie einen Gefangenen verhören durfte von 15 auf 30 Tage verlängert. Dies erfolgt oft in Isolationshaft (incommunicado), d. h. ohne Kontaktmöglichkeit des Gefangenen zur Außenwelt. Am 7. November 1980 wurde die Maximaldauer auf 90 Tage ausgedehnt. Am 5. September 1981 erfolgte eine Reduzierung auf 45 Tage. Sie galt bis zum 17. Juni 1985. Danach galt wieder eine maximale Dauer der Polizeihaft von 15 Tagen (30 Tage in Gebieten unter Ausnahmezustand). Bis zum 6. Februar 2002 galt für Delikte, mit denen sich Staatssicherheitsgerichte befassten (politische Täter), eine Höchstdauer von 7 Tagen (10 Tage in Gebieten unter Ausnahmezustand).
Seit 2002 gelten folgende Regeln. Artikel 19 der Verfassung begrenzt die Dauer, die jemand in Polizeihaft gehalten werden darf, auf 48 Stunden (zuzüglich der Zeit für den Transport zum nächsten Gericht). Bei gemeinsam begangenen Straftaten kann die Dauer auf 4 Tage ausgedehnt werden. Die türkische Strafprozessordnung (TSPO, bis 2005 das Gesetz 1412, danach das Gesetz 5271) regelt die maximale Dauer der Polizeihaft in Artikel 91. Sie beträgt 24 Stunden. Bei gemeinsam begangenen Straftaten kann ein Staatsanwalt diese Dauer bis zu dreimal jeweils um einen Tag verlängern. Bei Vergehen unter der Zuständigkeit von Staatssicherheitsgerichten (Gerichte, die nach Artikel 250 TSPO zuständig waren) galt nach Artikel 250 TSPO eine maximale Dauer von 48 Stunden. In Gebieten unter Ausnahmezustand kann diese Frist bis auf 7 Tage ausgedehnt werden.
Mit dem Gesetz 6352 vom 2. Juli 2012 wurden die Bestimmungen der Artikel 250–252 nun Bestandteil des Artikel 10 des Gesetzes 3713 (Gesetz zur Bekämpfung von Terrorismus, kurz: Anti-Terror-Gesetz, ATG). Hier bestimmt Absatz ç, dass bei Straftaten, die unter dieses Gesetz fallen, die maximale Dauer der Polizeihaft 48 Stunden beträgt. Absatz e. bestimmt, dass diese Verdächtigen in den ersten 24 Stunden kein Recht auf anwaltlichen Beistand haben.

### Beweiskraft erfolterter Aussagen
Die Türkei verbot die Verwendung erfolterter Beweise, als sie 1988 die UN-Antifolterkonvention ratifizierte. Die Konvention schreibt im Artikel 15 vor: „Jeder Vertragsstaat trägt dafür Sorge, dass Aussagen, die nachweislich durch Folter herbeigeführt worden sind, nicht als Beweis in einem Verfahren verwendet werden, es sei denn gegen eine der Folter angeklagte Person als Beweis dafür, dass die Aussage gemacht wurde.“ Artikel 90 der Verfassung der Türkei von 1982 bestimmt: „Soweit Grundrechte und -freiheiten regelnde Vorschriften verfahrensgemäß in Kraft gesetzter völkerrechtlicher Verträge mit nationalen Bestimmungen mit gleichem Regelungsgehalt nicht übereinstimmen, finden die Bestimmungen der völkerrechtlichen Verträge vorrangig Anwendung.“
Ein explizites Verwertungsverbot von mit unerlaubten Methoden aufgenommener Aussagen wurde im November 1992 in die türkische Strafprozessordnung (TSPO) aufgenommen. Die Form von Verhören wurde in der TSPO im Artikel 135 geregelt. Im Artikel 135a der TSPO wurden die verbotenen Methoden beschrieben und gesagt: „Aussagen, die mit den oben beschriebenen verbotenen Methoden aufgenommen wurden, dürfen selbst bei Einwilligung nicht als Beweismittel verwertet werden.“ Der Artikel 148 in der neuen TSPO vom 1. Juni 2005 entspricht in den ersten drei Absätzen dem Artikel 135a der alten TSPO, fügte im Absatz 4 aber eine weitere Bedingung hinzu: „Eine Aussage bei den uniformierten Kräften, die ohne Anwesenheit eines Verteidigers aufgenommen wurde, darf nicht zur Urteilsfindung herangezogen werden, solange der Verdächtige oder Angeklagte sie nicht vor einem Richter oder Gericht bestätigt.“
In der obersten Rechtsprechung der Türkei (Kassationshof und Militärischer Kassationshof) gab es sowohl Urteile gegen ein Verwertungsverbot (wenn andere Beweise wie der Fund einer Waffe das erfolterte Geständnis bestätigten) als auch für ein Verwertungsverbot (wenn keine anderen Beweise vorhanden waren).
Dennoch haben die Gerichte in der Türkei ohne weitere Prüfung immer wieder Aussagen als Beweise verwendet, von denen ernsthaft behauptet wurde, dass sie erfoltert wurden. Helmut Oberdiek kommt in seinem Gutachten aus 2006, in dem 18 politische Verfahren analysiert wurden, zu dem Schluss: „Ich denke, dass praktisch für alle Verfahren, in denen Aussagen bei den uniformierten Kräften, die vor dem 1. Juni 2005 aufgenommen wurden und von denen glaubwürdig behauptet wird, dass sie unter Folter erpresst wurden, die Aussicht auf ein faires Verfahren nicht besteht, d. h. dass sie vor Gericht als Beweis zugelassen werden und entscheidend zur Urteilsfindung beitragen.“

## Berichte zu Folter in der Türkei
Während in den 1980er und 1990er Jahren vor allem Menschenrechtsorganisationen wie amnesty international oder Human Rights Watch auf das Problem der Folter in der Türkei aufmerksam machten und sich ab 1990 auch nationale Organisationen der zivilen Gesellschaft intensiv mit dem Problem auseinandersetzten, traten später internationale Gremien mit ihren Berichten in den Vordergrund.

### Das Komitee zur Verhinderung der Folter
Mit dem Europäischen Übereinkommen zur Verhütung von Folter und unmenschlicher oder erniedrigender Behandlung oder Strafe (kurz: Europäische Antifolterkonvention) wurde ein Europäisches Komitee zur Verhütung von Folter und unmenschlicher oder erniedrigender Behandlung oder Strafe (kurz CPT = Committee for the Prevention of Torture) geschaffen. Seitdem die Türkei das Übereinkommen im Jahre 1988 ratifiziert hat, hat das CPT das Land wiederholt besucht und Berichte über die ad hoc Besuche in Gefängnissen und Polizeistationen erstellt. Diese Berichte sind vertraulich, können aber mit Einverständnis der betroffenen Staaten veröffentlicht werden. Die Türkei hat der Veröffentlichung der Berichte nach einem Besuch des CPT im Februar/März 1999 zugestimmt.
Die Ergebnisse der ersten Besuche vom 9. bis zum 21. September 1990, zwischen dem 29. September und dem 7. Oktober 1991 sowie dem 22. November 1992 und dem 3. Dezember 1992 veranlassten das CPT zu einer öffentlichen Erklärung (en: public statement) am 15. Dezember 1992, in der von „weit verbreiteter Folter und Misshandlung an gewöhnlichen und politischen Gefangenen in der Türkei“ gesprochen wurde. Jeder Bericht des CPT enthielt detaillierte Empfehlungen, wie die türkische Regierung das Phänomen der Folter bekämpfen könne (z. B. Verkürzung der Polizeihaft, anwaltlicher Beistand, effektive Strafverfolgung). Vier Jahre darauf, am 6. Dezember 1996 gab es eine weitere öffentliche Erklärung, in der der Türkei nur wenig Fortschritt bei der Bekämpfung von Folter bescheinigt wurde.
Nach dem Besuch vom 16. bis zum 24. Juli 2000 kam das CPT zu dem Schluss, dass (im Raum Istanbul) die schlimmsten Formen von Folter abgenommen haben. Danach wurden die Berichte des CPT zur Türkei positiver. Es gab mehrere Stellungnahmen und Besuche zu den im Jahre 2000 eingeführten Hochsicherheitstrakten (genannt: Gefängnisse vom Typ F), die von den Gefangenen und Menschenrechtsorganisationen als Form der Isolationshaft kritisiert wurden. Die Stiftung für Menschenrechte in der Türkei hat diese Kritik in Form eines offenen Briefes zum Ausdruck gebracht.
Später hat sich das CPT kritischer zur Isolation bestimmter Gefangener in den F-Typ-Gefängnissen (und ganz besonders zu den Haftbedingungen des PKK-Führers Abdullah Öcalan) geäußert. So wurde am 6. September 2006 der Bericht zu einem Besuch zwischen dem 7. und 14. Dezember 2005 vorgelegt. Hier stand u. a.: „Isolation kann schlimme Folgen haben und unter gewissen Umständen zu unmenschlicher und erniedrigender Behandlung führen.“ Am 6. März 2008 wurde der Bericht eines Besuches vom 19.–22. Mai 2007 publiziert. Dies war der vierte Besuch des CPT auf der Insel Imralı, wo Abdullah Öcalan als einziger Gefangener gehalten wurde. Das CPT kam nach 8,5 Jahren Einzelhaft von Abdullah Öcalan zu dem Schluss: „… (bislang) hatte die CPT keine signifikanten schädlichen Folgen für die Gesundheit feststellen können. Diese Bewertung muss nun angesichts der Entwicklung der physischen und mentalen Bedingungen von Abdullah Öcalan revidiert werden.“
Neuere Berichte des CPT zur Türkei stammen vom 31. März 2011 (Besuch zwischen dem 4. und 17. Juni 2009) und 9. Juli 2010 (Besuch vom 26. und 27. Januar 2010). Im Bericht zum Besuch im Jahr 2009 verzeichnete das CPT einen „Abwärtstrend sowohl an Vorkommnissen von Misshandlungen als auch an der angewandten Härte“ mit andauernden Problemen in der Gegend um Diyarbakir. Im Januar 2010 hatte das CPT erneut das Gefängnis auf der Insel Imrali besucht, wo seit November 2009 neben Abdullah Öcalan fünf weitere Gefangene in der zu einem Gefängnis vom Typ F umgebauten Haftanstalt einsaßen. Die Gefangenen brachten keine Vorwürfe von Misshandlung vor. Kritisch wurde angemerkt, dass es in den 9,8 m² großen Einzelzellen nicht möglich war, ohne künstliches Licht zu lesen. Aufgrund der Kritik des CPT nach dem Besuch wurde es den Gefangenen erlaubt, drei Mal (zuvor einmal) wöchentlich für eine Stunde zusammen zu kommen.

### Andere europäische Institutionen
Am 28. Januar 1987 ratifizierte die Türkei das Recht der Individualbeschwerde beim Europäischen Gerichtshof für Menschenrechte (EGMR) nach Artikel 35 der Europäischen Konvention für Menschenrechte (EMRK). Am 22. Januar 1990 hat sie die Rechtsprechung des EGMR anerkannt und ist seitdem verpflichtet, die Entscheidungen (en: judgments) sowohl im Hinblick auf Entschädigungen, die Beschwerdeführer zuerkannt werden als auch bezüglich struktureller Probleme umzusetzen. Seit 1987 wurden sehr viele Beschwerden einzelner Bürger beim EGMR eingereicht, in denen der Vorwurf auf eine Verletzung der Grundrechte und Freiheiten in der EMRK moniert wurde. Beschwerden wegen Folter und Misshandlung wurden als Verletzung von Artikel 3 EMRK (Folterverbot) behandelt. Die Verurteilungsstatistik auf der Seite zum EGMR weist für die Jahre 1959 bis 2011 insgesamt 2747 Entscheidungen zur Türkei mit mindestens einer Verletzung eines Rechts auf, von denen in 243 Fällen auf einen Verstoß nach Artikel 3 EMRK entschieden wurde. In vielen Entscheidungen stellte der EGMR jedoch keine Verletzung von Artikel 3 EMRK in substantieller Hinsicht fest, sondern lediglich auf der prozessualen Ebene. Falls der oder die Beschwerdeführer keine ärztlichen Atteste vorlegen konnten, die ihre Schilderung von Folter bekräftigten, entschied der EGMR gegen eine Verletzung von Artikel 3 EMRK. So gab es zwischen 2004 und 2007 insgesamt 57 Entscheidungen auf eine Verletzung des Artikel 3 EMRK und 33 Entscheidungen gegen eine Verletzung von Artikel 3 EMRK.
Das Ministerkomitee im Europarat ist u. a. für die Umsetzung der Entscheidungen des EGMR verantwortlich. Es hat in verschiedenen Resolutionen auf strukturelle Probleme in der Türkei verwiesen und Abhilfe angemahnt, damit es nicht (weiterhin) zu derartig vielen Entscheidungen auf eine Verletzung der Menschenrechte in der Türkei komme. In der Einstweiligen (en: Interim) Resolution ResDH(2002)98, die am 10. Juli 2002 verabschiedet wurde, ging es um „erzielten Fortschritt und ausstehende Probleme“ bei den Aktionen der Sicherheitskräfte in der Türkei. Das Phänomen der Folter war ein Thema der Resolution. Der Türkei wurden seit der Einstweiligen Resolution DH(99)434 vom 9. Juni 1999 leichte Fortschritte bei der Bekämpfung des Phänomens bescheinigt (wie die Einführung von Schulungen der Sicherheitskräfte, Staatsanwälte und Richter in Menschenrechtsfragen, die Verkürzung der Polizeihaft auf 4 Tage und das Recht auf anwaltlichen Beistand nach 48 Stunden); es wurden aber auch Defizite vor allem im Südosten des Landes angemahnt, die geringen Strafen gegen Folterer wurden kritisiert, und es wurde gefordert, dass auch politische Gefangene ein Recht auf anwaltlichen Beistand sofort nach der Festnahme haben müssen.
Die Einstweilige Resolution ResDH(2005)43 vom 7. Juni 2005 beschäftigte sich mit der gleichen Problematik. Hier wurden die Aufhebung des Ausnahmezustands im Südosten der Türkei, die Abschaffung der Staatssicherheitsgericht und andere abhilfeschaffende Maßnahmen (en: remedial action) als positive Schritte gelobt. Neben der „Null-Toleranz“ wurde die Möglichkeit des anwaltlichen Kontakts vom Augenblick der Festnahme an als Fortschritt seit der letzten Resolution von 2002 bezeichnet. Es fehlte dem Ministerkomitee jedoch der Nachweis, dass die eingeleiteten Reformen effektiv seien und z. B. zu einer Bestrafung von Beamten führen, denen Folter nachgewiesen werde. Das Ministerkomitee beschloss, das Problem in neun Monaten bis zu einem Jahr erneut aufzugreifen.
In der folgenden Einstweiligen Resolution CM/ResDH(2008)69 vom 18. September 2008 zum Fortschritt und offenstehenden Problemen bei der Umsetzung von Entscheidungen des EGMR zu Aktionen der Sicherheitskräfte in der Türkei wurde zunächst auf die hohe Zahl an Entscheidungen auf die Verletzung von Bestimmungen der EMRK (175) und gütliche Einigungen, in denen eine Verletzung von Artikeln der EMRK (69) eingeräumt wurde, verwiesen. In diesen Entscheidungen war es um eine Verletzung des Rechts auf Leben, Misshandlung, Zerstörung von Besitz und wirksame Rechtsmittel auf nationaler Ebene gegangen. Das Ministerkomitee zeigte Befriedigung mit den bisher erzielten Ergebnissen, ermutigte die Regierung zu weiteren Anstrengungen und stellte daraufhin die weitere Beobachtung der Problemfelder a) prozessuale Sicherheiten in Polizeihaft, b) Training von Mitgliedern der Sicherheitskräfte, c) direkte Wirkung der Erfordernisse der EMRK, d) sofortige Entschädigung für Schäden durch Terrorismus oder Maßnahmen gegen Terrorismus und e) verbesserte Haftung von Mitgliedern der Sicherheitskräfte ein. Das Komitee erwartete weitere Information vor allem zu Verfahren gegen Sicherheitsbeamte, um sich davon zu überzeugen, dass die ergriffenen Maßnahmen auch Wirkung zeigten. Es wollte sich in seiner dritten Sitzung im Jahr 2009 erneut mit dem Thema befassen. Bis Ende 2012 sind jedoch keine weiteren Berichte des Ministerkomitees mit Bezug zur Folter in der Türkei bekannt geworden.
Im Rahmen der Beitrittsverhandlungen der Türkei mit der Europäischen Union veröffentlicht die Europäische Union jedes Jahr Berichte zum Fortschritt in verschiedenen Bereichen, zu denen auch die Menschenrechte zählen. Zu Beginn wurden die Berichte noch „Reguläre Berichte“ genannt. Im ersten Regulären Bericht aus dem Jahr 1998 wurde zunächst auf die Meinung der EU-Kommission vom Dezember 1989 verwiesen, wonach die Lage der Menschenrechte noch nicht auf einer Stufe angekommen sei, die in einer Demokratie verlangt werde. Sodann wurde die Einschätzung der Kommission in ihrer „Agenda 2000“ in Bezug auf Folter zitiert:
„Die andauernden Fälle von Folter, Verschwindenlassen und extralegale Hinrichtungen stellen in Frage, ob die Offiziellen die Aktivitäten der Sicherheitskräfte überwachen und kontrollieren können.“
Im regulären Bericht von 2003 wurde zu Folter gesagt: „Vorwürfe von Folter und Misshandlung dauerten an und es gab nur wenig Fortschritt bei der Strafverfolgung jener, denen ein solcher Verstoß vorgeworfen wurde.“ Die Stimmung änderte sich 2004, als es hieß: „Der Kampf gegen Folter und Misshandlung wurde gestärkt und das türkische Rechtssystem ist in dieser Hinsicht den europäischen Standards näher gekommen. Das Ausmaß von Folter hat abgenommen, aber es gibt immer noch Berichte über spezifische Fälle, die Anlass zur Sorge geben.“
Der damalige Kommissar für die EU-Erweiterung, Günter Verheugen hatte nach einem Treffen mit dem Premierminister Erdogan in Brüssel betont, dass es in der Türkei „keine systematische Folter“ mehr gebe. Er wurde deswegen sowohl von konservativen Abgeordneten des Europaparlaments als auch von Menschenrechtsgruppen in der Türkei kritisiert.
Obwohl sich die Meinung von Verheugen, dass dem Beitritt der Türkei in die EU nichts mehr im Wege stünde, als vorschnell erwiesen hat, hat sich seitdem die Kritik der EU an der Folterpraxis in der Türkei deutlich abgeschwächt. Zum Problem der Folter hieß es im Bericht vom 14. Oktober 2009:
„In den Gesetzen bestehen Schutzmaßnahmen gegen Folter und Misshandlung, aber die Anstrengungen der Regierung, sie vollständig umzusetzen und die erklärte Null-Toleranz anzuwenden, waren begrenzt.“
Die Formulierungen im Fortschrittsbericht vom 10. Oktober 2012 folgten den Worten, die das CPT im Bericht von 2011 gewählt hatte: „Der Abwärtstrend bei Vorfällen von Misshandlung durch Gesetzeshüter setzte sich fort. Allerdings ist die Anwendung exzessiver Gewalt bei Festnahmen nach wie vor ein Anliegen. Allgemein waren die Bemühungen, Straflosigkeit zu bekämpfen, unzureichend.“

### Weitere Berichte
Der UN-Sonderberichterstatter zur Folter oder andere grausame, unmenschliche oder erniedrigende Behandlung oder Strafe, Manfred Nowak publizierte am 15. März 2007 einen Bericht zu mehreren Ländern. Zu seinen Empfehlungen an die türkische Regierung gehörte:
„Staatsanwälte und Richter sollten keine schlüssigen Beweise von Folter oder Misshandlung verlangen (und erst recht nicht, dass jemand wegen Folter verurteilt wurde) bevor sie entscheiden, Geständnisse oder Informationen zu verwenden, von denen behauptet wird, dass sie unter Folter erwirkt wurden.“
- Der Bericht des US State Departments (Bureau of Democracy, Human Rights, and Labor) vom 11. März 2008 besagt:

„Menschenrechtsorganisationen dokumentierten einen Anstieg in Fällen von Folter, Schlägen und Übertretungen der Sicherheitskräfte.“ Im Länderbericht 2012 kommentierte das US State Department bezüglich Folter in der Türkei: „Menschenrechtsorganisationen berichteten weiterhin von Folter und Übergriffen. Sie behaupteten, dass dies vorwiegend außerhalb von Haftzentren in eher informellen Plätzen geschehe, wo die Übergriffe schwerer zu dokumentieren sind.“
- Amnesty International schrieb in seinem Länderbericht 2008:

„Auch im Berichtsjahr trafen wieder Meldungen über Folterungen und andere Misshandlungen sowie über exzessive Gewaltanwendung durch die Sicherheitskräfte ein. Die strafrechtliche Verfolgung von Menschenrechtsverletzungen war unzureichend und ineffektiv. Nach wie vor bestanden Zweifel an der Fairness vieler Gerichtsverfahren.“ Im Bericht zu 2012 steht: „Es gab weiterhin Vorwürfe über Folter und andere Misshandlungen.“
- Human Rights Watch

Der Jahresbericht vom Januar 2008 mit Kapitel über die Türkei liegt in Englisch und Türkisch vor. Hier wird die Entwicklung im Jahre 2007 folgendermaßen zusammengefasst: „Jüngste Trends beim Schutz der Menschenrechte in der Türkei zeigten Rückschritte. 2007 kam es zu einer Intensivierung von Strafverfahren und Verurteilungen, die sich auf ‚Rede‘(freiheit) bezogen, Schikanierung von Funktionären und Abgeordneten der DTP und einem Anstieg von Berichten zur Brutalität der Polizei.“ Im Bericht 2012 stand: „Polizeigewalt gegen DemonstrantInnen ist immer noch ein ernstes Problem in der Türkei, das entschiedenere Aktionen der Regierung verlangt.“
Im Oktober 2016 berichtete Human Rights Watch über massive Folter in türkischen Gefängnissen. Die Organisation brachte diese in Zusammenhang mit den Maßnahmen nach dem Putschversuch in der Türkei 2016. Im Zuge derer seien Schlafentzug, Schläge, Stresspositionen, sexueller Missbrauch sowie Vergewaltigungsdrohungen angewandt worden. Die Übergriffe hätten sich nach dem Putschversuch am 15. Juli 2016 ereignet und seien die Konsequenz des am 20. Juli von Präsident Erdoğan verkündeten Ausnahmezustands. Die am 23. und 27. Juli im Zuge des Ausnahmezustands in Kraft getretenen Dekrete 667 und 668 würden Maßnahmen zum Schutz von Inhaftierten vor Folter und Misshandlungen aufheben. Der Bericht weist auch darauf hin, dass der UN-Sonderberichterstatter für Folter die Türkei im Oktober habe besuchen wollen, dass ihm jedoch der Zugang verwehrt worden sei. Um schnell zum Rechtsstaat zurückzukehren, empfiehlt Human Rights Watch der türkischen Regierung, umgehend die im Ausnahmezustand erlassenen Dekrete zurückzunehmen.